# David Machado
David Machado (maestro) (Cabo Verde-MG, 1938 - Rio de Janeiro, 1995) foi um maestro brasileiro. Regeu importantes orquestras do país e do exterior. Formado pela Academia de Música de Freiburg, Alemanha, era reconhecido pelo seu amplo repertório não só sinfônico, como também operístico. Foi Diretor Artístico e  Regente Principal da Orquestra Sinfônica de Porto Alegre, Orquestra Sinfônica do Theatro Municipal do Rio de Janeiro e Orquestra Sinfônica Municipal de São Paulo, Orquestra Sinfônica de Minas Gerais e Regente Titular da OSSODRE (Orquesta Sinfónica do Servicio Oficial de Difusión, Radiotelevisión y Espectáculos) do Uruguai. Na Itália, onde morou 15 anos, regeu a Orquestra Sinfônica Siciliana, a Orquestra do Teatro Massimo de Palermo e a Ópera de Roma. Recebeu importantes prêmios internacionais e foi convidado para reger algumas das maiores orquestras sinfônicas do mundo, mas sempre manteve uma ocupação especial com a educação musical dos jovens brasileiros. Em 1982, fundou a Orquestra Sinfônica Jovem do Rio de Janeiro. Foi também professor convidado da cadeira de Regência da Escola de Música da Universidade Federal de Minas Gerais. Era casado com a violoncelista Fiorella Solares, que deu continuidade  ao seu projeto Ação Social pela Música do Brasil de atração de jovens para a música, iniciado através de uma ONG em 1995.